# Quercus thomsoniana
Quercus thomsoniana är en bokväxtart som beskrevs av A.Dc. Quercus thomsoniana ingår i släktet ekar, och familjen bokväxter. Inga underarter finns listade i Catalogue of Life.